# Горушка (Ярославская область)
Го́рушка — посёлок сельского типа в Даниловском районе Ярославской области России. Административный центр Даниловского сельского поселения, население 697 человек на 2004 год.

## География
Посёлок расположен западнее города Данилова, на берегу реки Пеленги, высота центра села над уровнем моря 141 м.

## Население
| 2007 | 2010 |
| ---- | ---- |
| 697  | ↘576 |

## Инфраструктура
В посёлке есть начальная школа, действует Казанский Даниловский монастырь.